# 1904 год в истории метрополитена
В этой статье перечисляются основные  события из истории метрополитенов в 1904 году. Полужирным шрифтом выделены открытия новых транспортных систем.

## События
- К 16 сентября линия афинского метрополитена была электрифицирована по стандартной схеме с третьим контактным рельсом и расширена до двухколейной системы[1].
- 19 октября в Париже открыта третья линия «Вилье» — «Пер-Лашез».[2]
- 27 октября — открыт Нью-Йоркский метрополитен.